# Jean-Georges Prosper
Jean-Georges Prosper est un poète mauricien né en 1933.

## Biographie
Prosper est un poète né à l'Île Maurice en 1933, il étudié a à la Sorbonne, il a obtenu un diplôme et un doctorat. Il devient président de l'Association des écrivains de langue française et des conseils sur l'éducation en français de l'île Maurice. Il est l'auteur de l'Histoire de la charnière littérature mauricienne de langue française (1978) et les paroles de l'hymne national mauricien.